# Ampelisca eoa
Ampelisca eoa är en kräftdjursart som beskrevs av Gurjanova 1951. Ampelisca eoa ingår i släktet Ampelisca och familjen Ampeliscidae. Inga underarter finns listade i Catalogue of Life.